# Cidaphus nigeriensis
Cidaphus nigeriensis är en stekelart som beskrevs av Lee 1991. Cidaphus nigeriensis ingår i släktet Cidaphus och familjen brokparasitsteklar. Inga underarter finns listade i Catalogue of Life.